# مال الدنيا (مسلسل)
مال الدنيا هو مسلسل إثارة مغربي من إخراج أحمد أكساس سنة 2023، وبطولة كل من محسن مالزي، هدى مجد، ناصر أقباب، رشيد الوالي، دلال الغزالي، سارة بيرلس، دون بيغ، أنس بسبوسي، وغيرهم. بث المسلسل طيلة شهر رمضان 2023 على منصة شاهد، وقناة إم بي سي 5.

## قصة المسلسل
بعد إنهاء دراسته بالخارج والعمل لسنوات طويلة استطاع رجل الأعمال رشيد توفير مدخرات مناسبة ليعود إلى المغرب ويستثمر كل أمواله في حديقة ألعاب ضخمة، لكن المشروع يفشل، وفي محاولة يائسة لإنقاذه، يدخل على مضض في شراكة مع أحد أصدقائه القدامى، غير مدرك أن هذه الخطوة قد تدمر كل أحلامه، ثم يقع رشيد في فخ عالم الجريمة المثير الذي يحول حياته وحياة عائلته إلى جحيم حقيقي.

## طاقم التمثيل

### الأدوار الرئيسية
- محسن مالزي في دور رشيد
- هدى مجد في دور ليلى
- ناصر أقباب في دور سعد
- رشيد الوالي في دور عزيز
- دلال الغزالي في دور ندى
- سارة بيرلس في دور دنيا
- دون بيغ في دور نور الدين
- أنس بسبوسي في دور ياسين

### الأدوار الثانوية
- حسناء طمطاوي
- منصور بدري
- عبد الرحمن أوقور
- دانا الراعي
- زينب الحروشي
- كوثر نهاد
- فاطمة الناجي
- كاميليا راك
- محمد متوكل
- حسن الكنوني
- محمد حميمصة

## وصلات خارجية
- مال الدنيا على موقع IMDb (الإنجليزية)
- مال الدنيا على موقع قاعدة بيانات الأفلام العربية
- مال الدنيا على موقع قاعدة بيانات الفيلم (الإنجليزية)
- مال الدنيا على موقع ليتربوكسد (الإنجليزية)